# Vis Grafiti
Vis Grafiti je jedan od prvih i najznačajnijih rockabilly bendova u SFRJ. Grupa je nastala 1981. godine u beogradskom naselju Cerak. Članovi benda su tada imali između 13 i 15 godina. Prvo zvanično ime benda bilo je Meteori, a od kraja 1983. godine Meteori postaju Vis Grafiti. Na početku karijere najsnažniji uticaj na bend imali su Chuck Berry, Bill Halley i Little Richard. Vrlo brzo, s pojavom američkog sastava The Stray Cats Grafiti se „okreću“ „molskom“ rockabilly-ju. Ta faza u razvoju benda traje sve do 1985-86. godine i u tom periodu bend pravi svoje najkreativnije i najznačajnije pesme ("Nightbilly", "Ana", "Mačke", "Ulica pod brezama", "My baby", "Čudna cura", "Usamljeni vuk", "Ostala je samo muzika"...). U to vreme Grafiti najviše i eksperimentišu, pa se u pesmama pored preovlađujućeg rockabilly-ja čuju i swing, punk i novi talas.
Posle 1986. godine Vis Grafiti se polako udaljavaju od svojih rockabilly korena i sve više se okreću čvršćem rok zvuku (The Cult, The Godfathers, The Georgia Satellites).
Iako nikad nisu imali zvanično izdanje sa svojim pesmama bend je snimio veliki broj demo snimaka, a poslednji značajan je „Godinama želim sam da promenim svet“ iz 1991. godine. Te godine je snimljen i kompletan materijal za prvu LP ploču, koja nikad nije ugledala svetlost dana jer je bend prestao sa radom  1992. godine. [Headliner.rs, Gertruda-Vis Grafiti]
Bend je svirao na svim mestima gde je moglo da se svira u Beogradu, a i šire, osamdesetih godina dvadesetog veka. Ne računajući razne podrume i garaže, bend je svoje probe najpre držao u MZ Cerak, zatim u MZ Cerak Vinogradi, a kako je duh socijalizma u zemlji počeo da splašnjava, i u privatnim prostorijama za vežbu (najčešće kod Mileta golubara na Banovom brdu).

## Članovi benda
Prva zvanična postava Meteora (Vis Grafita):
- Solo gitara: Saša Petrov – Pera
- Bas gitara: Aleksandar Mojović – Moki
- Ritam gitara i vokal: Dragan Novaković - Bole
- Bubnjevi: Nikola Bulatović – Kolja

Između 1982. i 1984. bubnjeve je svirao Nenad Vitomirac – Vita, da bi ga ponovo nasledio Kolja. Moki zbog obaveza na fakultetu 1987.godine prestaje sa aktivnim sviranjem i tada poziciju basiste preuzima Bole, a iste godine bendu se priključuje Radivoje  Bojanovski – Rale, kao drugi gitarista.
Od 1986. do 1992. Vis Grafiti:
- Gitara 1: Saša Petrov – Pera
- Bas gitara i vokal: Dragan Novaković - Bole
- Gitara 2: Radivoje Bojanovski - Rale
- Bubnjevi: Nikola Bulatović – Kolja

[[
]]

## Aktuelno
Vis Grafiti se ponovo okupljaju četrdesetak godina posle „raspada“ i krajem 2022.godine završavaju studijsko snimanje materijala za svoj prvi „LP“. Pored osam novih pesama u materijal je uvrštena i jedna  stara, „Pas“ iz 1983.godine. 
Pored trojice originalnih članova, Mokija, Boleta i Pere tu je i novi član, bubnjar Srđan. Originalni bubnjar Vis Grafita Nikola Bulatović Kolja nastradao je saobraćajnoj nesreći  u decembru 1992. godine u Beogradu.
Bend je 25.05.2023. godine u izdanju "Fidbox" DOO objavio svoj prvi digitalni singl za pesmu "Gertruda"
Život benda Vis Grafiti, ali i vreme osamdesetih godina prošlog veka u Beogradu, opisani su u knjizi „Bio jednom jedan bend“ koju je napisao jedan od članova benda Bole Novaković. Knjiga je izašla iz štampe krajem oktobra 2023. godine, u izdanju "Nove Poetike", Beograd, a promocija je održana na Sajmu knjiga u Beogradu 26.10.2023. godine.
Krajem 2024. godine dolazi do personalnih promena u Grafitima. Pored Mokija i Boleta tu je sada Igor na gitari.
U martu 2025. bend na svom Youtube kanalu  objavljuje singl "Jadni kralj" na kom se u ulozi saxofoniste, trubača i tromboniste pojavljuje Pera Sax Milanović. U to vreme Grafitima se priključuje bubnjar Staša.